# Cassino
Cassino és una ciutat italiana de la província de Frosinone a la regió del Laci, a la Vall Llatina.
Antigament, amb el nom de Casinum era una ciutat a la via Llatina, a 10 km d'Aquinum. Era a la riba esquerra del Liris i era la darrera ciutat del Laci a la frontera amb Campània.
Fou probablement una ciutat dels volscs que fou ocupada pels samnites, i a aquests els fou arrabassada pels romans que el 312 aC hi van establir una colònia al mateix temps que a Interamna, per assegurar la vall del Liris (Garigliano).
El 209 aC no apareix entre les trenta colònies romanes del Laci el que fa pensar que era una colonia civium. Anníbal va acampar al seu territori que fou saquejat durant dos dies, però no va atacar la ciutat.
Durant el segon triumvirat s'hi va establir una colònia militar. Fou després municipi romà que va subsistir durant l'imperi. Fou destruïda pels llombards al segle vi.
Al segle ix va sorgir una nova ciutat que es va dir San Gernano; el 1871 el seu nom fou canviat a Cassino; s'hi conserven algunes ruïnes (el teatre, un temple, un monument sepulcral, carrers i part de les muralles).
Els alemanys la van establir com a punt de resistència contra els aliats en l'avanç cap a Roma (1943) i es va lliurar una de les batalles més importants de la guerra (Batalla de Monte Cassino 1944). Els aliats, polonesos, britànics i altres, van aconseguir ocupar la posició però la ciutat va quedar destruïda. Fou reconstruïda i és ara una ciutat d'uns 30.000 habitants.
A la rodalia Benet de Núrsia va fundar (529) el famós monestir de Montecassino, probablement al mateix lloc on abans hi havia hagut el temple d'Apol·lo.

## Personatges il·lustres
- Arturo Gatti (1972-2009), Boxador.